# 170 до н. е.

## Події
- Почалася Шоста Сирійська війна.

## Народились
- Діонісій Фракійський — визначний давньогрецький філолог, граматик, представник Александрійської школи.